# Quartinia affinis
Quartinia affinis är en stekelart som beskrevs av Richards 1962. Quartinia affinis ingår i släktet Quartinia och familjen Masaridae. Inga underarter finns listade i Catalogue of Life.